# 艾倫·米勒 (足球運動員)
艾倫·約翰·米勒（英語：Alan John Miller；1970年3月29日—2021年6月3日）是一位英格蘭足球運動員，在場上的位置是守門員，曾在阿森纳、米德尔斯堡、西布罗姆维奇和布莱克本流浪者效力。

## 職業生涯
米勒自1984年起便在阿森纳學習踢球，並贏得1988年英格蘭足總青年盃及代表英格蘭U21上場4次。然而由於約翰·盧傑斯和大卫·西曼為球隊主力門將，米勒獲得的比賽機會並不多，因此被外借至普利茅斯、西布罗姆维奇和以伯明翰獲得比賽機會。
他在1992年11月21日首次代表阿森纳上場，以替補身份上場，為球隊首位替補上場的守門員。接下來的兩個賽季，他獲得另外7次上場紀錄。1992/93球季，他贏得英格蘭足總盃和英格蘭足球聯賽盃，及在1993/94球季贏得欧洲优胜者杯，全都以是未用替補身份贏得。
1994年夏天，他以50萬鎊轉會至米德尔斯堡以求獲得更多比賽機會，加盟首個球季便贏得英格蘭甲組聯賽冠軍。
1997年，他以40萬鎊轉會至西布罗姆维奇，在2000年轉投布莱克本流浪者。效力布莱克本流浪者期間只上場過兩次，這兩場是聯賽對谢菲尔德联和聯賽盃對朴茨茅斯。在2000/01賽季，他被外借至布里斯托尔城和考文垂，效力後者期間只上場一次，該比賽他因場上守門員克里斯·柯克兰紅牌離場而入替，球隊最終以6-1大敗給切尔西。2001年10月，他被外借至蘇格蘭圣庄士东。由於布莱克本流浪者另一名替補守門員受傷，他被召回參加2002年聯賽盃決賽，作為布拉德·弗里德尔的替補。米勒由於未能從背傷恢復過來，他在2003年宣佈退役。

## 榮譽

### 球會
阿森納
- 英格蘭足總青年盃：1988
- 慈善盾：1991（雙冠軍）[9]
- 英格蘭足總盃：1993
- 英格蘭足球聯賽盃：1993
- 欧洲优胜者杯：1994

米德尔斯堡
- 英格蘭甲組聯賽：1995

布莱克本流浪者
- 英格蘭足球聯賽盃：2002

### 個人
- 英格蘭甲組聯賽PFA年度最佳陣容：1997-98[10]